# Xô viết Tối cao Estonia
Xô viết Tối cao Estonia (tiếng Estonia: Eesti ülemnõukogud, tiếng Nga: Верховный Совет Эстонии) là hội đồng lập pháp của CHXHCNXV Estonia và được thành lập theo Hiến pháp Estonia năm 1940.

## Cơ quan
Cấu trúc và chức năng của Xô viết Tối cao của Estonia Xô viết được sao chép từ Xô Viết Tối cao Liên Xô. Các phiên họp của Xô Viết Tối cao chỉ kéo dài vài ngày hai lần trong năm và các quyết định được đưa ra nhất trí và không cần thảo luận nhiều. Các cuộc bầu cử của Liên Xô tối cao diễn ra không thường xuyên cho đến năm 1975 và được tổ chức 5 năm một lần sau năm 1975. Trụ sở Xô viết Tối cao Estonia đặt tại Lâu đài Toompea, nay là Riigikogu.

## Chủ tịch Xô viết Tối cao
| Hình ảnh | Chủ tịch         | Từ                   | Đến                  |
| -------- | ---------------- | -------------------- | -------------------- |
|          | Voldemar Sassi   | 25 tháng 8 năm 1940  | 1941                 |
|          | August Kründel   | 5 tháng 3 năm 1947   | 14 tháng 1 năm 1953  |
|          | Joosep Saat      | 5 tháng 4 năm 1955   | 23 tháng 4 1959      |
|          | Harald Ilves     | 23 tháng 4 năm 1959  | 18 tháng 4 năm 1963  |
|          | Vaino Väljas     | 18 tháng 4 năm 1963  | 20 tháng 4 năm 1967  |
|          | Arnold Koop      | 20 tháng 4 năm 1967  | 18 tháng 12 năm 1968 |
|          | Ilmar Vahe       | 18 tháng 12 năm 1968 | 4 tháng 7 năm 1975   |
|          | Johannes Lott    | 4 tháng 7 năm 1975   | 13 tháng 12 năm 1978 |
|          | Jüri Suurhans    | 13 tháng 12 năm 1978 | 5 tháng 7 năm 1982   |
|          | Matti Pedak      | 5 tháng 7 năm 1982   | 27 tháng 3 năm 1985  |
|          | Valde Roosmaa    | 27 tháng 3 năm 1985  | 18 tháng 5 1989      |
|          | Enn-Arno Sillari | 18 tháng 5 năm 1989  | 28 tháng 3 1990      |
|          | Arnold Rüütel    | 29 tháng 3 năm 1990  | 6 tháng 10 năm 1992  |

## Chủ tịch Đoàn Chủ tịch Xô viết Tối cao
Đoàn chủ tịch là cơ quan thường trực của Xô viết Tối cao, đôi khi được coi là nguyên thủ quốc gia
| Chủ tịch          | Từ                   | Đến                  | Ghi chú                                              |
| ----------------- | -------------------- | -------------------- | ---------------------------------------------------- |
| Johannes Vares    | 25 tháng 8 năm 1940  | 29 tháng 11 năm 1946 | Chủ tịch đầu tiên của Đoàn chủ tịch Xô viết tối cao  |
| Eduard Päll       | 5 tháng 3 năm 1947   | 4 tháng 7 năm 1950   |                                                      |
| August Jakobson   | 4 tháng 7 năm 1950   | 4 tháng 2 năm 1958   |                                                      |
| Johan Eichfeld    | 4 tháng 2 năm 1958   | 12 tháng 10 năm 1961 |                                                      |
| Aleksei Müürisepp | 12 tháng 10 năm 1961 | 7 tháng 10 năm 1970  |                                                      |
| Artur Vader       | 22 tháng 12 năm 1970 | 25 tháng 5 năm 1978  |                                                      |
| Johannes Käbin    | 26 tháng 7 năm 1978  | 8 tháng 4 năm 1983   |                                                      |
| Arnold Rüütel     | 8 tháng 4 năm 1983   | 28 tháng 3 năm 1990  | Chủ tịch cuối cùng của Đoàn Chủ tịch Xô Viết tối cao |

## Bầu cử
Bầu cử lần 1 (1940–1946)

Bầu cử lần 2 (1947–1950)

Bầu cử lần 3 (1951–1954)

Bầu cử lần 4 (1955–1959)

Bầu cử lần 5 (1959–1962)

Bầu cử lần 6 (1963–1966)

Bầu cử lần 7 (1967–1970)

Bầu cử lần 8 (1971–1975)

Bầu cử lần 9 (1975–1979)

Bầu cử lần 10 (1980–1984)

Bầu cử lần 11 (1985–1990)

Bầu cử lần 12 (1990–1992)